# Національна комісія, що здійснює державне регулювання у сфері комунальних послуг
«Націона́льна комі́сія, що зді́йснює держа́вне регулюва́ння у сфе́рі комуна́льних по́слуг» (Нацкомпослуг, НКРКП) — державний колегіальний орган в Україні, що діяв із липня 2011 по серпень 2014. Здійснював державне регулювання у сфері комунальних послуг.

## Про Нацкомпослуг

### Створення
Національна комісія регулювання ринку комунальних послуг України (НКРРКП) була створена Указом Президента України від 8 липня 2011 № 743/2011. Згодом цей орган був перейменований в Національну комісію, що здійснює державне регулювання в сферах комунальних послуг.
23 листопада 2011 року, Президент України ліквідував комісію. Тоді ж, на виконання законів «Про природні монополії» та «Про державне регулювання у сфері комунальних послуг» Указом Президента було створено нову комісію. Тим же Указом було затверджено Положення про Комісію та гранична чисельність штату — 432 чол.

### Основні завдання та функції
Завданням Комісії було регулювання та ліцензування діяльності у сфері генерації, транспортування та постачання тепла, а також централізованого водопостачання та водовідведення.
Під контролем Нацкомпослуг знаходилися:
- підприємства централізованого водопостачання та водовідведення, що надають послуги з централізованого водопостачання та водовідведення не менше ніж сорока тисячам фізичних осіб або системи централізованого водопостачання та водовідведення яких розташовані на території двох або більше областей, спільних підприємств та підприємств з іноземними інвестиціями,
- підприємства виробництва теплової енергії з відпуском теплової енергії споживачам в обсязі, що перевищує 20 тисяч Гкал на рік,
- підприємства з транспортування та постачання теплової енергії з теплових мереж і теплових пунктів яких для потреб споживачів відпускається теплова енергія в обсязі, що перевищує 18 тисяч Гкал на рік.

Нацкомпослуг регулював близько 89 % ринку водопостачання та водовідведення та близько 96 % ринку теплової енергії. Зокрема, за оцінками Нацкомпослуг, у сфері водопостачання та водовідведення Комісія регулювала близько 130 ліцензіата, а у сфері теплової енергії — близько 270 ліцензіата.

### Ліквідація
Комісія ліквідована Указом Президента 27 серпня 2014. Натомість Указом Президента України від 27 серпня 2014 року № 694/2014 була утворена Національна комісія, що здійснює державне регулювання у сферах енергетики та комунальних послуг.